# Andrej Podkonický
Andrej Podkonický (* 9. května 1978 ve Zvolenu) je slovenský hokejový trenér a bývalý hokejový útočník.

## Hráčská kariéra
Rodák a odchovanec Zvolenského hokeje se poprvé objevil v seniorském týmu první ligy teprve ve věku 16 let. Ve vstupním draftu NHL 1996 si ho St. Louis Blues vybrali v osmém kole na 196. místě celkově. Poté se přesunul do Western Hockey League do týmu Portland Winter Hawks, který ho ve stejném roce draftoval jako 20. v celkovém pořadí. Ve svém druhém roce slavil se svým týmem řadu úspěchů a sám Podkonický získal také několik ocenění. Po boku krajana a budoucí hvězdy NHL Mariána Hossy se poprvé dostal na první místo po základní části a dokázal se úspěšně probojovat i do play-off. Jako vítězové President's Cupu se Winter Hawks kvalifikovali do finále Memorial Cupu. I zde se Podkonického tým prosadil a vyhrál nejdůležitější juniorský šampionát v Severní Americe. Jako nejlepší střelec finále obdržel trofej Ed Chynoweth Trophy a byl zvolen do All-Star týmu.
Následoval přechod k profesionálnímu seniorskému lednímu hokeji. Nejprve St. Louis Blues poslali Podkonického do nižší soutěže American Hockey League do svého farmářského týmu Worcester IceCats. Tam podával konzistentní výkony, ale na to, aby hrál v nejlepší lize na světě, to ještě nestačilo. Po dvou a půl letech Blues v prosinci 2000 vyměnili Podkonického do Floridy Panthers za Erica Bogunieckého. Po 41 zápasech za Louisville Panthers si konečně odbyl svůj debut v National Hockey League. Podkonický vstřelil jeden gól v šesti zápasech. Pro sezónu 2001/02 se přestěhoval zpět do Evropy a podepsal smlouvu s HIFK Hockey ve finské SM-liize. Po půl roce přestoupil do HC Slovan Bratislava, kde odehrál zbytek sezony. V roce 2002 přestoupil do týmu Iserlohn Roosters v německé hokejové lize. S týmem mu těsně uniklo play-off. Poté se znovu poohlížel po své šanci v NHL a podepsal jako volný hráč smlouvu s Washingtonem Capitals. I tentokrát však strávil většinu sezóny pouze v AHL v dresu Portland Pirates a za Capitals odehrál pouze dva zápasy.
V roce 2004 přestoupil do týmu Bílí Tygři Liberec působící v české extralize. S týmem dosáhli na první místo po základní části ve třech po sobě jdoucích letech. V play-off však jeho tým vždy neuspěl ve čtvrtfinále nebo semifinále. V sezóně 2007/08 hrál ruskou Superligu za tým Viťaz Čechov. Krátce před koncem sezóny se Podkonický vrátil do Liberce, kde působil i v následujícím roce. Po umístění v základní části na devátém místě neuspěli v předkole play-off. Po vypršení smlouvy v Liberci podepsal dvouletou smlouvu s Brněnskou Kometou. V listopadu 2011 odešel na hostování do BK Mladá Boleslav výměnou za Tomáše Divíška. , Boleslavský tým skončil na posledním místě a neuspěli ani v záchraně v baráží o extraligu a tým sestoupil. V roce 2012 se vrátil do svého rodného klubu, kde v roce 2015 ukončil kariéru.

## Trenérská kariéra
Po ukončení hráčské kariéry nadále setrval v organizaci HKm Zvolen a od roku 2018 také ve slovenské reprezentaci. Ročník 2017/2018 dělal asistenta hlavního trenéra v MsHK DOXXbet Žilina, po sezoně se vrátil zpět do Zvolenu. V roce 2021 vyhrál s HKm slovenský šampionát, Podkonický se připravoval s týmem na nadcházející sezonu. V srpnu 2022 oznámil Slovan Bratislava na svém webu příchod Andreje Podkonického k realizačnímu týmu jako asistent trenéra. Reakce klubu HKm Zvolen byla zuřivá, Podkonický měl platnou smlouvu a vedení klubu neměl ani tušení o přestupu. Se Slovanem získal v roce 2022 další mistrovský titul. V roce 2023 přestoupil do ruského klubu Avangard Omsk hrající v Kontinentální hokejové lize. V Avangard Omsk působí na pozici asistenta trenéra.

## Ocenění a úspěchy
- 1998 CHL - Memorial Cup All-Star Tým
- 1998 CHL - Ed Chynoweth Trophy
- 2006 ČHL - Nejlepší střelec v oslabení
- 2009 ČHL - Nejproduktivnější cizinec

## Prvenství

### NHL
- Debut - 14. března 2001 (Florida Panthers proti Edmonton Oilers)
- První gól - 20. března 2001 (Montreal Canadiens proti Florida Panthers, kanadskému brankáři Mathieu Garonovi)

### ČHL
- Debut - 17. září 2004 (HC Moeller Pardubice proti Bílí Tygři Liberec)
- První gól - 19. září 2004 (Bílí Tygři Liberec proti HC Dukla Jihlava, českému brankáři Lukáši Hronkovi)
- První asistence - 24. září 2004 (Bílí Tygři Liberec proti Vsetínská hokejová)

## Klubová statistika
| Sezóna       | Klub                   | Soutěž       |    | Základní část | Základní část | Základní část | Základní část | Základní část |   | Play off | Play off | Play off | Play off | Play off |
| Sezóna       | Klub                   | Soutěž       | Z  | G             | A             | B             | TM            | Z             | G | A        | B        | TM       |          |          |
| 1994/1995    | HKm Zvolen             | 1.SHL        | 17 | 0             | 4             | 4             | 6             | –             | – | –        | –        | –        |          |          |
| 1995/1996    | HKm Zvolen 20          | SHL-20       | 12 | 7             | 7             | 14            | 16            | –             | – | –        | –        | –        |          |          |
| 1995/1996    | HKm Zvolen             | 1.SHL        | 32 | 11            | 9             | 20            | 22            | –             | – | –        | –        | –        |          |          |
| 1996/1997    | Portland Winter Hawks  | WHL          | 71 | 25            | 46            | 71            | 127           | 6             | 1 | 1        | 2        | 8        |          |          |
| 1997/1998    | Portland Winter Hawks  | WHL          | 64 | 30            | 44            | 74            | 81            | 16            | 4 | 12       | 16       | 20       |          |          |
| 1998/1999    | Worcester IceCats      | AHL          | 61 | 19            | 24            | 43            | 52            | 4             | 0 | 0        | 0        | 4        |          |          |
| 1999/2000    | Worcester IceCats      | AHL          | 77 | 16            | 25            | 41            | 68            | 9             | 2 | 5        | 7        | 6        |          |          |
| 2000/2001    | Worcester IceCats      | AHL          | 16 | 2             | 3             | 5             | 15            | –             | – | –        | –        | –        |          |          |
| 2000/2001    | Louisville Panthers    | AHL          | 41 | 6             | 10            | 16            | 31            | –             | – | –        | –        | –        |          |          |
| 2000/2001    | Florida Panthers       | NHL          | 6  | 1             | 0             | 1             | 2             | –             | – | –        | –        | –        |          |          |
| 2001/2002    | HIFK Hockey            | SM-l         | 23 | 3             | 6             | 9             | 41            | –             | – | –        | –        | –        |          |          |
| 2001/2002    | HC Slovan Bratislava   | SHL          | 16 | 11            | 2             | 13            | 2             | –             | – | –        | –        | –        |          |          |
| 2002/2003    | Iserlohn Roosters      | DEL          | 52 | 18            | 15            | 33            | 54            | –             | – | –        | –        | –        |          |          |
| 2003/2004    | Portland Pirates       | AHL          | 56 | 12            | 14            | 26            | 31            | –             | – | –        | –        | –        |          |          |
| 2003/2004    | Washington Capitals    | NHL          | 2  | 0             | 0             | 0             | 0             | –             | – | –        | –        | –        |          |          |
| 2004/2005    | Bílí Tygři Liberec     | ČHL          | 24 | 9             | 4             | 13            | 16            | 10            | 3 | 4        | 7        | 4        |          |          |
| 2005/2006    | Bílí Tygři Liberec     | ČHL          | 39 | 11            | 26            | 37            | 76            | 5             | 1 | 2        | 3        | 16       |          |          |
| 2006/2007    | Bílí Tygři Liberec     | ČHL          | 49 | 11            | 12            | 23            | 140           | 12            | 3 | 2        | 5        | 32       |          |          |
| 2007/2008    | Viťaz Čechov           | RSL          | 37 | 6             | 4             | 10            | 57            | –             | – | –        | –        | –        |          |          |
| 2007/2008    | Bílí Tygři Liberec     | ČHL          | 5  | 1             | 0             | 1             | 2             | 9             | 2 | 1        | 3        | 8        |          |          |
| 2008/2009    | Bílí Tygři Liberec     | ČHL          | 51 | 14            | 23            | 37            | 75            | 3             | 0 | 0        | 0        | 2        |          |          |
| 2008/2009    | HC Benátky nad Jizerou | 1.ČHL        | 1  | 0             | 1             | 1             | 0             | –             | – | –        | –        | –        |          |          |
| 2009/2010    | Bílí Tygři Liberec     | ČHL          | 43 | 13            | 19            | 32            | 61            | 15            | 6 | 5        | 11       | 8        |          |          |
| 2010/2011    | Bílí Tygři Liberec     | ČHL          | 52 | 9             | 19            | 28            | 81            | 7             | 0 | 2        | 2        | 29       |          |          |
| 2011/2012    | HC Kometa Brno         | ČHL          | 16 | 3             | 3             | 6             | 10            | —             | — | —        | —        | —        |          |          |
| 2011/2012    | BK Mladá Boleslav      | ČHL          | 31 | 6             | 9             | 15            | 36            | 12            | 4 | 1        | 5        | 2        |          |          |
| 2012/2013    | HKm Zvolen             | SHL          | 53 | 24            | 25            | 49            | 112           | 17            | 6 | 6        | 12       | 14       |          |          |
| 2013/2014    | HKm Zvolen             | SHL          | 38 | 10            | 12            | 22            | 40            | 4             | 0 | 1        | 1        | 8        |          |          |
| 2014/2015    | HKm Zvolen             | SHL          | 55 | 16            | 21            | 37            | 88            | 7             | 0 | 3        | 3        | 6        |          |          |
| Celkem v NHL | Celkem v NHL           | Celkem v NHL | 8  | 1             | 0             | 1             | 2             | –             | – | –        | –        | –        |          |          |

## Reprezentace
| Rok         | Tým          | Soutěž      | Z  | G | A | B | TM |
| ----------- | ------------ | ----------- | -- | - | - | - | -- |
| 1995        | Slovensko 18 | ME-18 B     | 5  | 0 | 1 | 1 | 0  |
| 1998        | Slovensko 20 | MSJ         | 6  | 3 | 5 | 8 | 27 |
| 2007        | Slovensko    | MS          | 4  | 0 | 0 | 0 | 0  |
| 2008        | Slovensko    | MS          | 5  | 1 | 1 | 2 | 2  |
| 2009        | Slovensko    | MS          | 6  | 1 | 1 | 2 | 4  |
| 2010        | Slovensko    | MS          | 6  | 1 | 1 | 2 | 4  |
| Celkem v MS | Celkem v MS  | Celkem v MS | 21 | 3 | 3 | 6 | 12 |